# The Best Bad Trip
A The Best Bad Trip free jazz, punk-jazz zenekar 2013-ban alakult. Aktív részesei a budapesti avantgárd jazz szcénának. Zenéjükben nagy szerepet játszik az improvizáció, de fellelhetőek filmzenei, komolyzenei, pop és rock elemek is. Olyan művészek inspirálják munkájukat, mint Ornette Coleman, Mr. Bungle, Lounge Lizards, John Zorn, Secret Chiefs 3, Aphex Twin.

## Története
A The Best Bad Trip magját alkotó Gasner Márk dobos, Csernovszky Márton basszusgitáros és Velsz Kristóf gitáros még 2005-ben alapították első, feldolgozásokat játszó zenekarukat az általános iskolában Positive Ties néven. Kapusi Viktor billentyűs, szaxofonos 2010-ben csatlakozott hozzájuk, akivel az első minikoncertjüket csak 2012 szilveszterén adták még OIL néven. 2013-ban Hegedüs Benedek trombitással bővült a zenekar, amely felvette a The Best Bad Trip nevet. Ezzel kialakult az együttes mai felállása.
2015-re már több mint két nagylemeznyi számot írtak és rendszeresen koncerteztek. 2014 őszén vették fel első lemezüket 10 számmal, mely végül technikai okok miatt nem jelent meg. 2015 nyarán felvették első kislemezüket Németországban, mely 2017 decemberében jelent meg, Red River címmel . 2017 tavaszán vették fel első nagylemezüket a PrePost Records támogatásával, ami megjelenésre vár.

## Fontosabb fellépések
2014 és 2015 nyara óta minden évben meghívják őket a Szentendre Éjjel Nappal Fesztiválra és a Tilos Maratonra is. A Tilos Rádió élőben közvetítette a koncertjüket. 2015 tavaszán részt vettek a Szimpla Kert Lemming program nevű zenei tehetségkutatóján, ahol 150 indulóból bejutottak az első háromba, majd a közönségszavazáson második helyen végeztek. 2015 nyarán Németországban is adtak három koncertet. 2015 őszén meghívták őket az Újbuda Jazz Fesztivál-ra, az A38 hajóra. Nem sokkal később indultak a Szerencsejáték Zrt. és az A38 hajó által szervezett Talentométeren, melynek jazz/kísérleti kategóriáját megnyerték.
2016 nyarán már számos hazai (Kolorádó, Tű Fokán,  Bánkitó, Művészetek völgye, Szentendrei sörfesztivál, Debreceni bor és jazz napok, Sziget, UbikEklektik) és néhány külföldi fesztiválon (Beseda u Bigbítu, Roland Jazz fest) is koncerteztek. 2017 tavaszán Marc Ribot-val osztoznak színpadon a Trafóban, közel 600 ember előtt. 2017 nyarára meghívták őket a JazzTM fesztiválra. 2018-ban az Akvárium klub színpadáról élőben játszottak az M2 Petőfi műsorán.

## Tagok
- Hegedüs Benedek – trombita
- Kapusi Viktor – szaxofon, billentyűk
- Velsz Kristóf – gitár, effektek
- Csernovszky Márton – basszusgitár, elektronika
- Gasner Márk – dobok, ütőhangszerek

## Diszkográfia
- Red River (EP, 2017)